# Magnitud física
Una magnitud física és qualsevol propietat natural que pot ser quantificació a partir de la mesura o del càlcul matemàtic, els possibles valors s'expressen en forma d'un nombre i, generalment, una unitat de mesura.
El Vocabulari Internacional de Metrologia (VIM) defineix el concepte magnitud com una propietat d'un fenomen, d'un cos o d'una substància, que es pot expressar quantitativament mitjançant un nombre i una referència. La referència esmentada pot ser una unitat de mesura, un sistema de mesura (emprat seguint un procediment de mesura determinat), un material de referència o una de les seves combinacions. A partir de la norma ISO 80000-1, qualsevol valor o magnitud d'una magnitud física s'expressa com a co barb mparació amb una unitat d'aquesta magnitud.
Per exemple, la massa i la longitud són magnituds que s'expressen respectivament bra en quilograms i metres (o en múltiples d'aquestes unitats de base), però també hi ha magnituds com l'índex de refracció que són adimensionals. Altres exemples de magnituds físiques serien: el volum, la temperatura, la força, la pressió, la resistència elèctrica, la densitat de corrent, la capacitància o la intensitat lluminosa, etc. Les magnituds físiques poden ser escalars (com la massa), vectorials (com una força) o tensorials (com el camp electromagnètic a la relativitat especial).
Hi ha una sèrie de magnituds físiques de base que són definides sense l'ajut d'altres magnituds, seria el cas de les unitats de base del Sistema Internacional:
- Longitud: metre
- Massa: quilogram
- Temps: segon
- Corrent elèctric: ampere
- Temperatura: kelvin
- Quantitat de matèria (o de substància): mol
- Intensitat lluminosa: candela

A partir d'aquestes unitats de base es defineixen altres de derivades, alguns exemples d'unitats derivades del Sistema Internacional serien:
- Força: newton = {\displaystyle {\mbox{kg}}\cdot {\mbox{m}}\cdot {\mbox{s}}^{-2}}
- Càrrega elèctrica: coulomb = ampere x segon ={\displaystyle {\mbox{A}}\cdot {\mbox{s}}}
- Temperatura = grau Celsius = {\displaystyle T(kelvin)-273,15}

La suma o resta de valors només és possible si es refereixen a la mateixa magnitud, però és possible multiplicar i dividir magnituds diferents, i en aquest cas s'obtindrà una nova magnitud derivada de les altres dues. Per exemple, la velocitat surt de la divisió de la longitud pel temps. Teòricament existiria un nombre il·limitat de magnituds però a la pràctica només se n'utilitza un nombre reduït. El domini de la física que tracta de les relacions entre les magnituds físiques és l'anàlisi dimensional.